# One in a million/return to you
「One in a million/return to you」(ワン・イン・ア・ミリオン/リターン・トゥー・ユー)は、小柳ゆきの26枚目のシングル。2013年10月30日発売。発売元はNAYUTAWAVE RECORDS。

## 解説
シングルとしては前作「ひまわり」より約3ヶ月振りのリリースとなる。
小柳のデビュー15周年記念として発売されたシングルであり、「One in a million」は2007年に発売の7thアルバム『SUNRISE』に収録されていた同楽曲をミックスの変更やアレンジを変えてリカットしたもの。

## 収録曲
1. One in a million
作詞：藤林聖子 作曲：山路敦
2. return to you
作詞：Yuki Koyanagi/作曲：Yasushi Sasamoto
城南建設「住宅情報館」CMソング

## 収録アルバム
One in amillion
- 『SUNRISE』

return to you
- 『The Best of Yuki Koyanagi 2015 Here For You 〜Universal Selection〜』